# Lee Sung-yuan
Lee Sung-yuan (chinesisch 李松遠; * 22. November 1971) ist ein taiwanischer Badmintonspieler.

## Karriere
Lee Sung-yuan siegte 1997 bei den Spanish International. 2004 war er bei den Austrian International erfolgreich. 1998 nahm er an den Asienspielen teil, 1995 und 1999 an den Badminton-Weltmeisterschaften.

## Sportliche Erfolge
| Saison | Veranstaltung          | Disziplin    | Platz | Name                           |
| ------ | ---------------------- | ------------ | ----- | ------------------------------ |
| 1997   | Spanish International  | Herrendoppel | 1     | Lee Sung-yuan / Lin Wei-hsiang |
| 1999   | Weltmeisterschaft      | Mixed        | 33    | Chan Ya-lin / Lee Sung-yuan    |
| 1999   | Weltmeisterschaft      | Herrendoppel | 33    | Lee Sung-yuan / Lin Wei-hsiang |
| 2004   | Austrian International | Herrendoppel | 1     | Lee Sung-yuan / Lin Wei-hsiang |